# Теорема Массельмана
В евклидовой геометрии теорема Массельмана — это свойство некоторых окружностей, определённых для произвольного треугольника.

## Формулировка теоремы

Треугольник T с вершинами A, B и C; O — центр описанной окружности (красная).
A*, B* и C* — точки, симметричные точкам A, B и C относительно противоположной стороны.
M — точка пересечения окружностей Массельмана.
Зелёная окружность — окружность девяти точек, N — её центр.
K — точка Косниты.

Пусть дан треугольник {\displaystyle T} с вершинами {\displaystyle A}, {\displaystyle B} и {\displaystyle C}. Пусть {\displaystyle A^{*}}, {\displaystyle B^{*}} и {\displaystyle C^{*}} — вершины треугольника отражений {\displaystyle T^{*}}, получаемого зеркальным отражением каждой вершины {\displaystyle T} относительно противоположной стороны. Пусть {\displaystyle O} — центр описанной окружности {\displaystyle T}. Рассмотрим 3 окружности {\displaystyle S_{A}}, {\displaystyle S_{B}} и {\displaystyle S_{C}}, проходящие через точки {\displaystyle A\,O\,A^{*}}, {\displaystyle B\,O\,B^{*}} и {\displaystyle C\,O\,C^{*}} соответственно. Теорема утверждает, что эти три окружности Массельмана пересекаются в точке {\displaystyle M}, которая является инверсией относительно описанной вокруг {\displaystyle T} окружности точки Косниты, которая является изогональным сопряжением центра девяти точек треугольника {\displaystyle T}.
Общая точка {\displaystyle M} является точкой Гилберта треугольника {\displaystyle T}, которая перечислена как {\displaystyle X_{1157}} в Энциклопедии центров треугольника.

## История
Теорема предложена как задача Массельманом (J. R. Musselman) и Горматигом (René Goormaghtigh) в 1939 году, и доказательство представлено ими в 1941 году. Обобщение этого результата сформулировано и доказано Горматигом.

## Обобщение Горматига
Обобщение теоремы Массельмана Горматигом не упоминает окружности явно.
Как и прежде, пусть {\displaystyle A}, {\displaystyle B} и {\displaystyle C} — вершины треугольника {\displaystyle T}, и {\displaystyle O} — центр описанной окружности. Пусть {\displaystyle H} — ортоцентр треугольника {\displaystyle T}, то есть пересечение трёх высот. Пусть {\displaystyle A'}, {\displaystyle B'} и {\displaystyle C'} — три точки на отрезках {\displaystyle OA}, {\displaystyle OB} и {\displaystyle OC}, такие что {\displaystyle OA'/OA=OB'/OB=OC'/OC=t}. Рассмотрим 3 прямые {\displaystyle L_{A}}, {\displaystyle L_{B}} и {\displaystyle L_{C}}, перпендикулярные {\displaystyle OA}, {\displaystyle OB} и {\displaystyle OC} через точки {\displaystyle A'}, {\displaystyle B'} и {\displaystyle C'} соответственно. Пусть {\displaystyle P_{A}}, {\displaystyle P_{B}} и {\displaystyle P_{C}} — точки пересечения перпендикуляров с прямыми {\displaystyle BC}, {\displaystyle CA} и {\displaystyle AB} соответственно.
Нойберг (J. Neuberg) в 1884 году заметил, что три точки {\displaystyle P_{A}}, {\displaystyle P_{B}} и {\displaystyle P_{C}} лежат на одной прямой {\displaystyle R}. Пусть {\displaystyle N} — проекция центра описанной окружности {\displaystyle O} на прямую {\displaystyle R}, а {\displaystyle N'} — точка на {\displaystyle ON}, такая что {\displaystyle ON'/ON=t}. Горматиг доказал, что {\displaystyle N'} является инверсией относительно описанной вокруг треугольника {\displaystyle T} окружности изогонального сопряжения точки {\displaystyle Q} на прямой Эйлера {\displaystyle OH}, такой что {\displaystyle QH/QO=2t}.